# Dan Fortmann
Daniel John Fortmann (Pearl River, Nueva York, 11 de abril de 1916 – Pasadena, California, 23 de mayo de 1995), más conocido como Dan Fortmann, fue un jugador profesional estadounidense de fútbol americano que se desempeñó en la posición de guard en la National Football League (NFL). Es miembro del Salón de la Fama del Fútbol Americano Profesional.

## Carrera
Fortmann jugó como profesional ocho temporadas en Chicago Bears (1936-1943), equipo en el que se retiró.

## Reconocimiento
El 12 de septiembre de 1965, fue seleccionado para ser miembro del Salón de la Fama del Fútbol Americano Profesional.